# Sawndip

Tre caratteri Zhuàng tratti dal Sawndip Sawdenj, nessuno dei quali è attualmente presente in Unicode. Essi hanno una formazione ideofonetica: rispettivamente gli elementi 力,六 e 必 indicano la pronuncia (componente fonetica), mentre gli elementi 子,鳥 e 鳥 indicano il significato (componente ideografica). "Lwg roegbit", letteralmente "fanciullo uccello-anatra", significa "anatroccolo selvatico".

Con Sawndip o logogrammi Zhuàng s'intendono i caratteri grafici, derivati dai caratteri cinesi, usati dall'etnia Zhuàng della provincia del Guangxi, in Cina, per scrivere la propria lingua. In cinese, i caratteri sawndip sono chiamati Gǔ Zhuàngzì (古壮字) o Fāngkuài Zhuàngzì (方块壮字), col significato di antichi caratteri Zhuàng o di caratteri Zhuàng quadrati.

## Storia
Sawndip è un vocabolo Zhuàng che significa carattere immaturo. Non è noto con precisione quale sia stata l'epoca della loro creazione, ma l'attestazione più antica di questa scrittura è una stele eretta nell'anno 689, ai tempi della dinastia Táng. Si tratta dunque di una scrittura più antica dei logogrammi Chữ nôm, impiegati un tempo per scrivere la lingua vietnamita.
L'uso della scrittura sawndip da parte di cantori e sciamani Zhuàng è durato per oltre milletrecento anni. E sebbene l'alfabeto latino sia stato adattato alla lingua Zhuàng nel 1957, e sia correntemente impiegato come scrittura ufficiale, i caratteri sawndip sono ancora attualmente in uso.
Edito nel 1989, il Sawndip Sawdenj (in cinese 古壮字字典S, Gǔ Zhuàngzì ZìdiǎnP), Dizionario degli antichi caratteri Zhuàng, include i caratteri usati nei manoscritti precedenti la fine della dinastia Qing (1644–1912).
Alcuni logogrammi d'origine Zhuàng sono usati anche in cinese, come componenti di toponimi del Guangxi, come avviene nei casi di 岜 bya, montagna, o di 崬 ndoeng, foresta, e sono quindi codificati come ideogrammi da Unicode. Tuttavia varie migliaia di caratteri Zhuàng non sono ancora state codificate.